# Não há pátria sem você!
 "Não há Pátria Sem Você" (ou "Ode a Kim Jong-il"), é uma canção norte-coreana muito popular no país sobre o ex-líder Kim Jong-Il. Ela proclama as virtudes e talentos de Kim Jong-Il, e o amor do povo coreano para com ele, além de como ele conduziu o povo para fora dos distúrbios da Marcha Árdua. Uma frase que sempre é repetida na música é "Nós não poderíamos viver sem você! Não há pátria sem você!". A música é considerada um hino do Songun (militares primeiro), política de Kim aplicada junto com a Ideologia Juche. A música é frequentemente transmitida nos alto-falantes e rádios de Pyongyang.

## Significado
"Não Há Pátria Sem Você" foi composta especialmente para Kim Jong-il, ex-líder da Coreia do norte A canção goza de popularidade na Coreia do Norte. Muitas vezes é cantada nos fins de reuniões públicas, enquanto a "Canção do General Kim Il Sung" é cantada no início.

## Letras
Embora as letras oficiais usem a frase "김정일동지"(O Camarada Kim Jong-il) para se referir ao filho de Kim Il-sung, o uso atual da música se refere a ele como "김정일장군"(General Kim Jong-il), devido a sua capacidade como o Comandante Supremo do Exército popular coreano, desde 1991.
A versão militar da canção refere-se a Kim Jong-il como General Kim Jong-il ("Kim Chŏng-il changgun"), não Camarada Kim Jong-il ("Kim Chŏng-il tongji") por conta de suas simultâneas capacidades como Comandante Supremo do Exército Popular Coreano desde 1991, e Comandante da Comissão Nacional De Defesa da República Popular Democrática da Coreia a partir de 1993, enquanto a versão civil oficial refere-se, de outra forma, devido a sua capacidade como Secretário Geral do Partido dos Trabalhadores da Coreia desde 1977 e as outras posições civis.